# José Pereira Pinto (Filho)
José Pereira Pinto (1781 — 2 de março de 1850) foi um militar brasileiro.
Filho de José Pereira Pinto.
Foi ministro da Marinha do Brasil, nomeado por carta imperial de 17 de março de 1835, de 17 de março a 14 de outubro de 1835.